# Centro de Saúde de Monchique
O Centro de Saúde de Monchique, originalmente denominado de Hospital de Monchique ou Hospital da Santa Casa da Misericórdia de Monchique, é um estabelecimento de saúde na vila de Monchique, no Distrito de Faro, em Portugal.

## Descrição
O Centro de Saúde de Monchique está situado na periferia Norte da vila, tendo acesso pela Estrada Nacional 266.
Faz parte do Sítio de Interesse Comunitário de Monchique, no âmbito do Plano Sectorial da Rede Natura 2000.

## História
O edifício foi construído entre 3 de Fevereiro de 1920 e 1921, para substituir o antigo Hospital da Misericórdia. No entanto, só foi inaugurado em 1935, tendo funcionado até à publicação do Decreto-lei nº 618/75, de 11 de Novembro, que o retirou da posse da Misericórdia. Posteriormente voltou a ser propriedade da instituição, tendo sido convertido num centro de saúde.